# Districtul Pak Khat
Pak Khat (în thailandeză ปากคาด) este un district (Amphoe) din provincia Bueng Kan, Thailanda, cu o populație de 33.973 de locuitori și o suprafață de 218,10 km².

## Componență
Districtul este subdivizat în six subdistricte (tambon), care sunt subdivizate în 64 de sate (muban).
| Nr. | Nume      | În thailandeză | Sate | Locuitori |
| --- | --------- | -------------- | ---- | --------- |
| 1.  | Pak Khat  | ปากคาด         | 18   | 8,058     |
| 2.  | Nong Yong | หนองยอง        | 11   | 6,197     |
| 3.  | Na Kang   | นากั้ง           | 7    | 3,979     |
| 4.  | Non Sila  | โนนศิลา         | 12   | 6,502     |
| 5.  | Som Sanuk | สมสนุก          | 8    | 5,355     |
| 6.  | Na Dong   | นาดง           | 8    | 3,882     |